# Josef Adams
Josef Adams (* 19. Juli 1902 in Mainz; † 7. August 1966 in Worms) war ein römisch-katholischer Geistlicher, Dekan in Bensheim und zuletzt Propst am Wormser Dom.

## Leben
Nach dem Abitur in Mainz im Jahre 1921 besuchte Josef Adams das Priesterseminar in Mainz und wurde am 20. März 1926 durch Bischof Ludwig Maria Hugo zum Priester geweiht.
Seine ersten Stellen als Seelsorger waren in Hechtsheim, Bürstadt, Seligenstadt und im Josefshaus Klein-Zimmern. Vor seiner Ernennung zum Pfarrer in Bürstadt war er noch als Pfarrverwalter in Pfeddersheim tätig. In Bürstadt war er bekannt für seine kritischen Predigten und Ansprachen gegenüber dem Nazi-Regime.
So verhaftete ihn die GeStaPO am 24. Mai 1943 und brachte ihn in das KZ Dachau, wo er bis Osterdienstag 1945 interniert war. 
In die Bürstädter Pfarre zurückgekehrt, war er mit der Wiederherstellung der Pfarrkirche St. Michael beschäftigt. Am 1. September 1949 wurde er zum Stellvertreter im Dekanat Bensheim bestimmt. Als Propst im Dom zu Worms stand er ab dem  1. Dezember 1957 an der Spitze des Wormser Domkapitels. Zum 1. Juli 1963 wurde er zum Dekan in Worms ernannt. Damit war er der Vorgesetzte der Priester im Dekanat Worms.
Nach Adams Tod ernannte Bischof Volk den Priester Eckehart Wolff zu seinem Nachfolger.

## Ehrungen
28. September 1957 Geistlicher Rat

## Sonstiges
Über lange Jahre war Adams Vorsitzender des Caritasverbandes Worms.
Adams wurde in der Marienkapelle des Wormser Doms beigesetzt. 